# I. e. 301
Évszázadok: i. e. 5. század – i. e. 4. század – i. e. 3. század
Évtizedek: i. e. 350-es évek – i. e. 340-es évek – i. e. 330-as évek – i. e. 320-as évek – i. e. 310-es évek – i. e. 300-as évek – i. e. 290-es évek – i. e. 280-as évek – i. e. 270-es évek – i. e. 260-as évek – i. e. 250-es évek
Évek: i. e. 306 – i. e. 305 – i. e. 304 – i. e. 303 –  i. e. 302 – i. e. 301 – i. e. 300 – i. e. 299 – i. e. 298 – i. e. 297 – i. e. 296

## Események

### Kis-Ázsia
- Szeleukosz, Lüszimakhosz és Kasszandrosz koalíciója az ipszoszi csatában döntő vereséget mér Antigonoszra és fiára, Démétrioszra. Antigonosz maga is elesik a csatában. Démétriosz Epheszoszba menekül.
- Antigonosz birodalmát felosztják: Lüszimakhosz Kis-Ázsia nyugati részét és északi partvidékét, Szeleukosz Kappadókiát és Észak-Szíriát, Ptolemaiosz Dél-Szíriát foglalja el.
- Lüszimakhosz átnevezi Antigoneiát Nikaiává. Philetairoszt kinevezi Pergamon kormányzójává és ottani kincstárának őrzőjévé.
- Szeleukosz megalapítja Antiokheiát, amely hamarosan birodalma legnagyobb városává fejlődik.

### Róma
- Az etruszkok lázadása miatt az előző évi dictator, Marcus Valerius Corvus hivatalában marad. Az etruszkok a dictator távollétében legyőzik a lovassági főparancsnokot, M. Aemilius Paulust. Ezután Valerius csatában megfutamítja az etruszkokat és kétéves fegyverszünetet köt velük.[1]

## Halálozások
- I. Antigonosz Monophthalmosz hellenisztikus uralkodó
- Kasszandreiai Arisztobulosz, görög történetíró

## Fordítás
- Ez a szócikk részben vagy egészben  a(z)   301 BC című angol Wikipédia-szócikk ezen változatának fordításán alapul.  Az eredeti cikk szerkesztőit annak laptörténete sorolja fel. Ez a jelzés csupán a megfogalmazás eredetét és a szerzői jogokat jelzi, nem szolgál a cikkben szereplő információk forrásmegjelöléseként.